# Sicista concolor
Sicista concolor är en däggdjursart som först beskrevs av Eugen Büchner 1892.  Sicista concolor ingår i släktet buskmöss, och familjen hoppmöss. IUCN kategoriserar arten globalt som livskraftig. Inga underarter finns listade i Catalogue of Life.
Artepitet i det vetenskapliga namnet är det latinska ordet för enhetlig färgsatt.
Denna gnagare blir 51 till 76 mm lång (huvud och bål), har en 86 till 109 mm lång svans och väger 5 till 8 g. Bakfötterna är 17 till 18 mm långa och öronen är 11 till 14 mm stora. I den mörka rödaktiga pälsen på ovansidan är flera svarta hår inblandade. I motsats till den vanliga buskmusen (Sicista betulina) finns ingen svart längsgående strimma på ryggens topp. Undersidan är täckt av ljusgrå päls. På händer och fötter förekommer några vita hår. Sicista concolor har orange övre framtänder och vita nedre framtänder.
Arten förekommer med tre från varandra skilda populationer i Asien. Den första i norra Pakistan och norra Indien och de andra två i centrala Kina. Sicista concolor lever i bergstrakter eller på högplatå mellan 2100 och 4000 meter över havet. Habitatet utgörs av bergsskogar, bergsängar och buskskogar. Arten besöker även odlade områden.
Denna buskmus är aktiv på natten och äter främst bär, frukter och frön. Boet är en boll av gräs som göms i bergssprickor eller i buskar. Honor har antagligen en kull per år med 3 till 6 ungar. Arten uppsöker före vintern en jordhåla och håller dvala.